# Apistogramma atahualpa
Apistogramma atahualpa är en fiskart som beskrevs av Römer, 1997. Apistogramma atahualpa ingår i släktet Apistogramma och familjen Cichlidae. Inga underarter finns listade i Catalogue of Life.